# Johann Osenbrüggen
Johann Osenbrüggen (auch: Ossenbrüggen) (* 19. November 1773 in Uetersen; † 6. April 1841 ebenda) war ein deutscher Autor, Kirchenmusiker und Pädagoge.

## Leben
Osenbrüggen wurde in Uetersen geboren und heiratete auch dort seine Frau Christina (geb. Schuldt). Sein Sohn war der deutsch-schweizerische Kriminal- und Rechtswissenschaftler Eduard Osenbrüggen (1809–1879). Er war Kantor und Kirchenmusiker der Klosterkirche Uetersen, sowie Schüler des Christian Wilhelm Alers (1737–1806) und verfasste mehrere Singgedichte. Johann Osenbrüggen gründete 1796 eine Nebenschule für Bauern- und Bürgersöhne aus der Uetersener Umgebung, ab 1806 war er auch als Lehrer der Fleckenschule in Uetersen tätig.
Als Autor verfasste er das vielbeachtete Werk Ueber den Hang zur Geistesträgheit und zum Sinnengenuß von Seiten einzelner Glieder des Schulstandes (Hoffmann und Campe, Hamburg 1825 und Ilmenau 1833) und schrieb Gedichte im Altonaer Mercur und im Itzehoer Wochenblatt. Des Weiteren in diesen und anderen Zeitungen auch mathematische Aufgaben und deren Beantwortungen und Lösungen.